# Esteve Rabat
Esteve Rabat Bergada, detto Tito (Barcellona, 25 maggio 1989), è un pilota motociclistico spagnolo, campione del mondo della Moto2 nel 2014.

## Carriera

### Gli inizi
Nel 2005 corre il campionato Europeo Velocità nella classe 125 classificandosi tredicesimo. Sempre nel 2005
esordisce nella classe 125 del motomondiale partecipando al Gran Premio della Comunità Valenciana, a bordo di una Honda RS 125 R del team Wurth Honda BQR come wild card, senza ottenere punti. Nel 2006 corre, a bordo della stessa moto, il Gran Premio di Spagna e il Gran Premio di Catalogna come wildcard. Diventa pilota titolare per gli ultimi nove Gran Premi nel team Wurth Honda BQR, ottenendo come miglior risultato due dodicesimi posti (Malesia e Giappone) e terminando la stagione al 23º posto con 11 punti. 

### Classe 125
Nel 2007 corre nel team Repsol Honda; il compagno di squadra è Bradley Smith. Ottiene un terzo posto in Cina e termina la stagione all'11º posto con 74 punti. In questa stagione è costretto a saltare i GP di Francia e Italia a causa della frattura del terzo metacarpo della mano sinistra rimediata nelle qualifiche del GP di Francia.
Nel 2008 passa a guidare una KTM 125 FRR; il compagno di squadra è Marc Márquez. In questa stagione, nelle prime qualifiche del Gran Premio di Catalogna, ha subito un grave incidente. Non sembrava aver subito conseguenze, ma mentre si stava recando in clinica mobile ha cominciato all'improvviso ad agitarsi ed a perdere conoscenza. Trasportato in ospedale, è stato messo in coma farmacologico, risvegliandosi il 10 giugno. Ottiene come miglior risultato un sesto posto in Olanda e termina la stagione al 14º posto con 49 punti. Nel 2009 passa all'Aprilia nel team Blusens; il compagno di squadra è Scott Redding. Ottiene come miglior risultato due settimi posti (Portogallo e Malesia) e termina la stagione al 18º posto con 37 punti. Nel 2010 rimane nello stesso team. Ottiene due terzi posti (Spagna e Repubblica Ceca) e termina la stagione al 6º posto con 147 punti. 

### Moto2

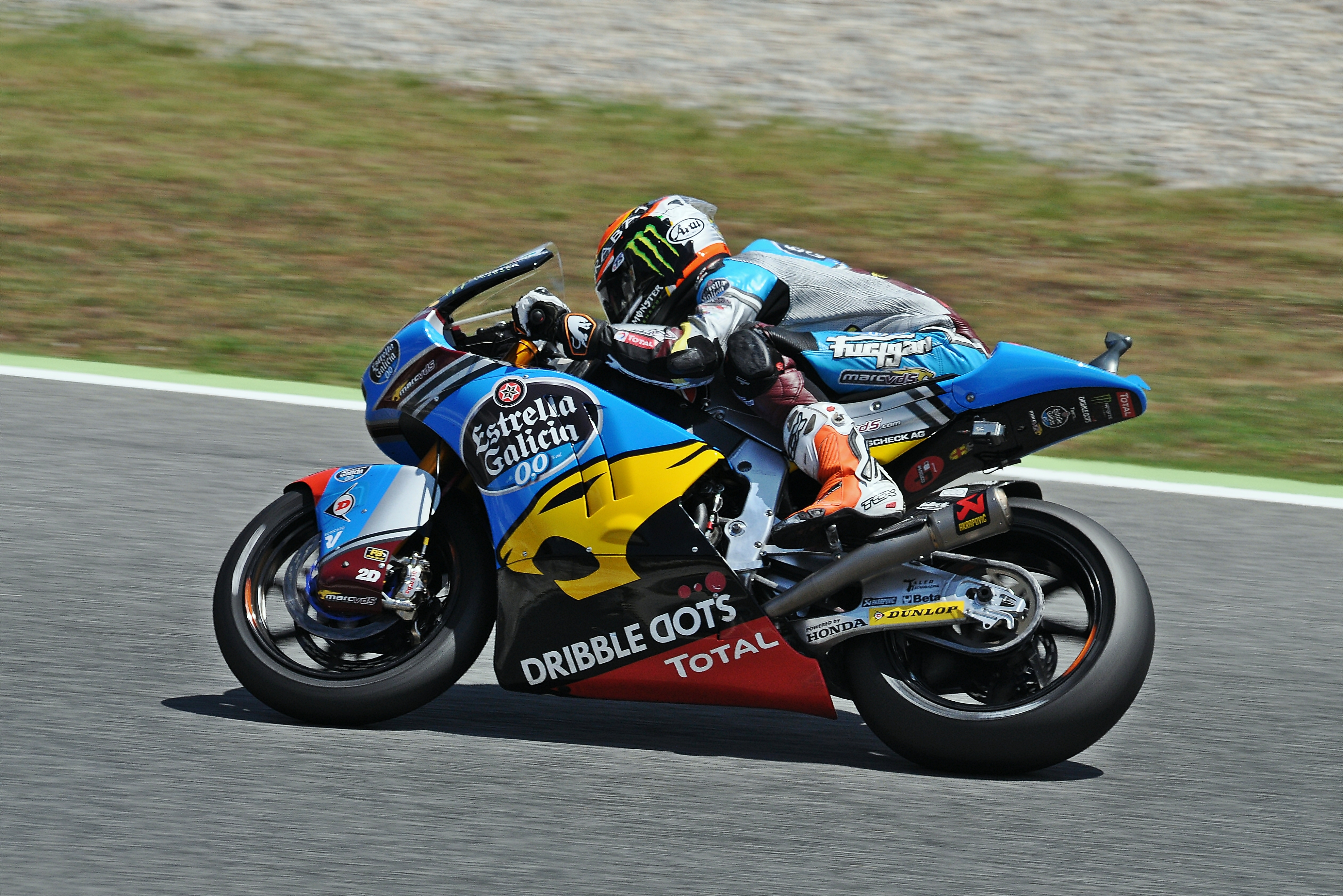
Rabat in pista in occasione del Gran Premio di Catalogna del 2015, concluso in terza posizione.

Nel 2011 passa in Moto2 rimanendo nello stesso team, alla guida di una FTR M211; il compagno di squadra è Yonny Hernández. Ottiene un terzo posto a Indianapolis e termina la stagione al 10º posto con 79 punti. Nel 2012 passa al team Pons 40 HP Tuenti, con compagni di squadra Pol Espargaró e Axel Pons. Ottiene un terzo posto in Giappone e termina la stagione al 7º posto con 115 punti. Nel 2013 rimane nello stesso team. Ottiene le sue prime vittorie nel motomondiale (in Spagna, Indianapolis e Malesia), tre secondi posti (GP delle Americhe, Catalogna e Aragona), un terzo posto nel Gran Premio di San Marino e due pole position (Spagna e Malesia) e termina la stagione al 3º posto con 216 punti.

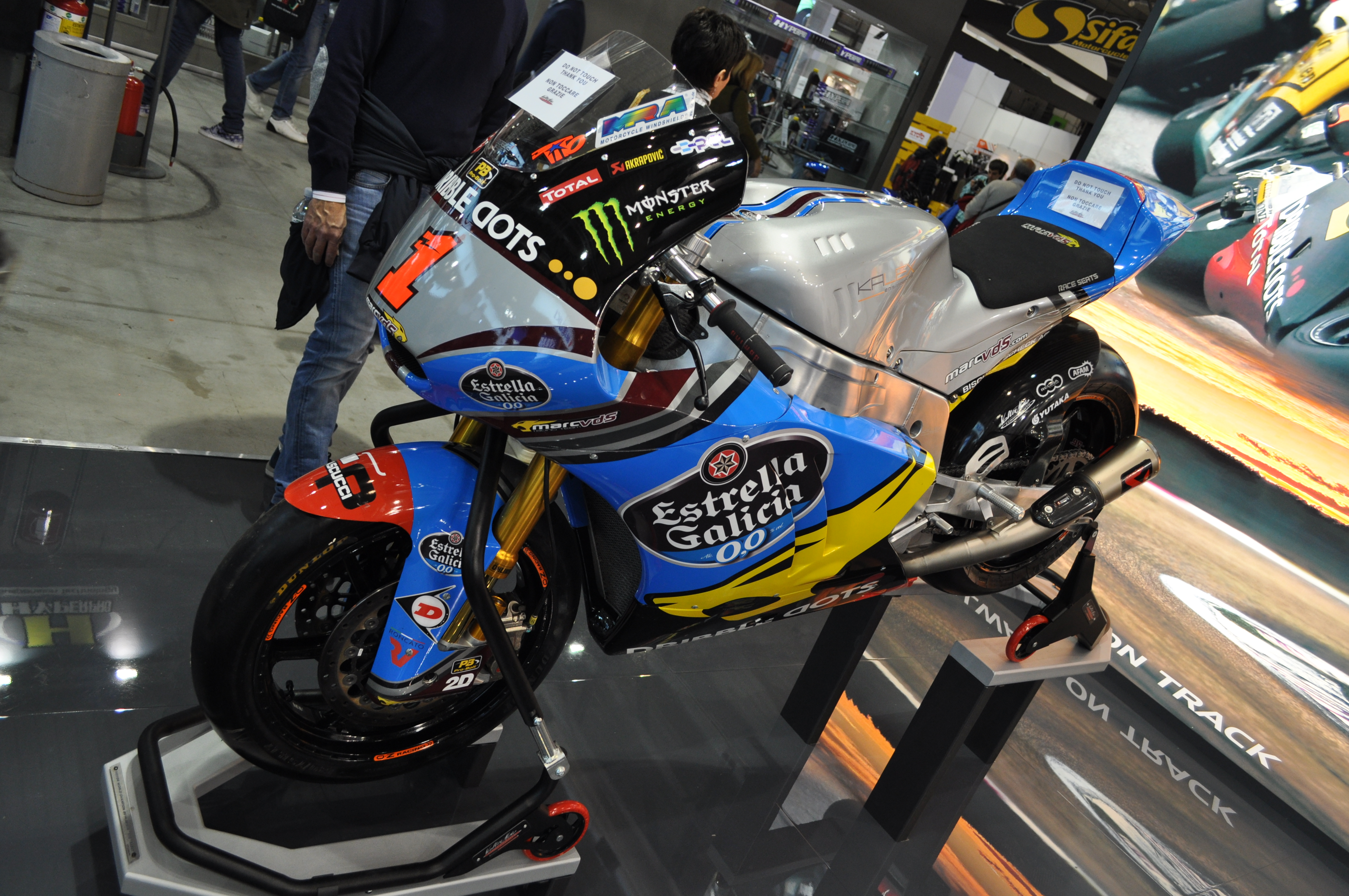
La Kalex Moto2 di Rabat durante il campionato del mondo 2015.

Nel 2014 passa al team Marc VDS Racing, alla guida di una Kalex Moto2; il compagno di squadra è Mika Kallio. Ottiene sette vittorie (Qatar, Argentina, Italia, Catalogna, Repubblica Ceca, Gran Bretagna e San Marino), tre secondi posti (Americhe, Aragona e Comunità Valenciana), tre terzi posti (Francia, Giappone e Australia), undici pole position (Qatar, Americhe, Argentina, Italia, Catalogna, Paesi Bassi, Repubblica Ceca, Giappone, Australia, Malesia e Comunità Valenciana) e 346 punti iridati. Il 26 ottobre diventa campione del mondo della Moto2 arrivando terzo al GP di Malesia.
Nel 2015 rimane nello stesso team, con compagno di squadra Álex Márquez. Ottiene tre vittorie (Italia, Aragona e Valencia), quattro secondi posti (Francia, Olanda, Repubblica Ceca e San Marino), tre terzi posti (Spagna, Catalogna e Gran Bretagna) e due pole position (Spagna e Aragona). In questa stagione è costretto a saltare i Gran Premi di Giappone, Australia e Malesia a causa della frattura del radio sinistro rimediata in allenamento. Torna per la gara finale sul circuito di Valencia dove ottiene pole position, vittoria e giro più veloce in gara. Chiude la stagione al terzo posto nel mondiale con 231 punti.

### MotoGP
Nel 2016 passa in MotoGP, alla guida della Honda RC213V del team Marc VDS; il compagno di squadra è Jack Miller. Ottiene come miglior risultato un nono posto in Argentina e termina la stagione al 21º posto con 29 punti. Nel 2017 è nuovamente pilota titolare in MotoGP, con lo stesso team e lo stesso compagno di squadra della stagione precedente. Ottiene come miglior risultato un decimo posto in Comunità Valenciana e termina la stagione al 19º posto con 35 punti.
Nel 2018 passa a guidare la Ducati Desmosedici del team Avintia Racing, con compagno di squadra Xavier Siméon. Durante il quarto turno di prove libere del Gran Premio di Gran Bretagna alla curva sette, si sono verificate una serie di cadute a causa dello scarso drenaggio della pista, Rabat dopo essere scivolato è stato travolto dalla Honda di Franco Morbidelli caduto poco dopo, l'impatto ha provocato al pilota la frattura di femore, tibia e perone della gamba destra. Il Gran Premio di Silverstone è stato cancellato il giorno seguente a causa dell'impraticabilità del tracciato. Rabat è costretto a saltare le gare successive. Il suo posto in squadra viene preso da Jordi Torres. Ha ottenuto come miglior risultato un settimo posto in Argentina e concluso la stagione al 19º posto con 35 punti.
Nel 2019 rimane nello stesso team, con compagno di squadra Karel Abraham; ottiene come miglior risultato un nono posto in Catalogna e termina la stagione al 20º posto con 23 punti. In questa stagione è costretto a saltare i Gran Premi di Giappone e Malesia a causa di un infortunio alla mano destra rimediato in allenamento. Nel 2020 rimane nello stesso team, con compagno di squadra Johann Zarco. Ottiene come miglior risultato un undicesimo posto nel Gran Premio di Andalusia e termina la stagione al 22º posto con 10 punti.

### Mondiale Superbike
Nel 2021 passa a correre nel campionato Mondiale Superbike, alla guida della Ducati Panigale V4 del team Barni Racing, dopo il Gran Premio di Francia viene annunciata la rescissione consensuale del contratto. Al suo posto viene ingaggiato l'italiano Samuele Cavalieri. Nello stesso anno corre nel motomondiale in Spagna e Francia in sostituzione dell'infortunato Jorge Martín sulla Ducati del team Pramac Racing, totalizzando un punto. Termina la stagione in Superbike come sostituto di Lucas Mahias al team Kawasaki Puccetti Racing. Conquista 53 punti che gli consentono di chiudere al sedicesimo posto in classifica piloti ed al sesto posto nella graduatoria del Trofeo Indipendenti. Nel 2022 torna, con il team Puccetti, a disputare il Gran Premio d'Italia a Misano in sostituzione dell'infortunato Lucas Mahias, non ottiene punti.
Nel 2022 corre anche nel campionato spagnolo di Superbike dove, in sella ad una Honda del team Laglisse, vince il titolo. Nel 2023 è titolare col team Pramac Racing in MotoE, il compagno di squadra è Luca Salvadori. Totalizza cinquantasette punti classificandosi al quattordicesimo posto. Contestualmente alle motociclette elettriche, a partire dal Gran Premio di Misano, è chiamato a sostituire Tom Sykes nel mondiale Superbike con Puccetti Racing. Con le derivate chiude ventiduesimo nel mondiale e undicesimo tra gli indipendenti. Confermato da Puccetti per il 2024, si classifica ventesimo nel mondiale e sesto nella graduatoria del Trofeo Indipendenti.

## Risultati in gara

### Motomondiale

#### Classe 125
| 2005 | Classe | Moto  |  |  |  |  |  |  |  |    |  |  |  |  |  |  |  |  |    |  | Punti | Pos. |
| ---- | ------ | ----- |  |  |  |  |  |  |  | -- |  |  |  |  |  |  |  |  | -- |  | ----- | ---- |
| 2005 | 125    | Honda |  |  |  |  |  |  |  | NE |  |  |  |  |  |  |  |  | 24 |  | 0     |      |

| 2006 | Classe | Moto  |    |  |  |  |  |  |     |    |     |    |    |     |    |     |    |    |    |  | Punti | Pos. |
| ---- | ------ | ----- | -- |  |  |  |  |  | --- | -- | --- | -- | -- | --- | -- | --- | -- | -- | -- |  | ----- | ---- |
| 2006 | 125    | Honda | 30 |  |  |  |  |  | Rit | 25 | Rit | 31 | NE | Rit | 12 | Rit | 12 | 17 | 13 |  | 11    | 23º  |

| 2007 | Classe | Moto  |   |     |    |   |    |  |    |     |    |    |    |    |    |    |     |   |    |   | Punti | Pos. |
| ---- | ------ | ----- | - | --- | -- | - | -- |  | -- | --- | -- | -- | -- | -- | -- | -- | --- | - | -- | - | ----- | ---- |
| 2007 | 125    | Honda | 8 | Rit | 14 | 3 | NP |  | 12 | Rit | 13 | 12 | NE | 11 | 11 | 11 | Rit | 5 | 15 | 6 | 74    | 11º  |

| 2008 | Classe | Moto |    |    |     |    |    |    |    |    |   |    |    |    |   |     |     |   |     |    | Punti | Pos. |
| ---- | ------ | ---- | -- | -- | --- | -- | -- | -- | -- | -- | - | -- | -- | -- | - | --- | --- | - | --- | -- | ----- | ---- |
| 2008 | 125    | KTM  | 24 | 12 | Rit | 11 | 17 | 25 | NP | 11 | 6 | SQ | NE | 13 | 9 | Rit | Rit | 7 | Rit | 10 | 49    | 14º  |

| 2009 | Classe | Moto    |    |    |    |    |    |    |     |    |     |     |     |    |     |   |     |   |     |  | Punti | Pos. |
| ---- | ------ | ------- | -- | -- | -- | -- | -- | -- | --- | -- | --- | --- | --- | -- | --- | - | --- | - | --- |  | ----- | ---- |
| 2009 | 125    | Aprilia | 10 | 13 | 12 | 11 | 16 | 12 | Rit | NE | Rit | Rit | Rit | 20 | Rit | 7 | Rit | 7 | Rit |  | 37    | 18º  |

| 2010 | Classe | Moto    |   |   |   |   |   |     |     |   |    |   |   |   |   |   |   |   |     |   | Punti | Pos. |
| ---- | ------ | ------- | - | - | - | - | - | --- | --- | - | -- | - | - | - | - | - | - | - | --- | - | ----- | ---- |
| 2010 | 125    | Aprilia | 7 | 3 | 7 | 7 | 9 | Rit | Rit | 4 | NE | 3 | 5 | 7 | 7 | 6 | 7 | 6 | Rit | 6 | 147   | 6º   |

| Legenda | 1º posto        | 2º posto            | 3º posto            | A punti      | Senza punti        | Grassetto – Pole position Corsivo – Giro più veloce |
| Legenda | Gara non valida | Non qual./Non part. | Ritirato/Non class. | Squalificato | '-' Dato non disp. | Grassetto – Pole position Corsivo – Giro più veloce |

#### Moto2
| 2011 | Classe | Moto |    |    |    |    |   |   |   |    |     |    |   |   |    |    |   |     |    |     | Punti | Pos. |
| ---- | ------ | ---- | -- | -- | -- | -- | - | - | - | -- | --- | -- | - | - | -- | -- | - | --- | -- | --- | ----- | ---- |
| 2011 | Moto2  | FTR  | 14 | 15 | 10 | 21 | 7 | 6 | 7 | 16 | Rit | NE | 7 | 3 | 11 | 16 | 9 | Rit | 11 | Rit | 79    | 10º  |

| 2012 | Classe | Moto  |   |    |    |    |   |    |   |    |     |    |    |    |   |    |   |   |   |    | Punti | Pos. |
| ---- | ------ | ----- | - | -- | -- | -- | - | -- | - | -- | --- | -- | -- | -- | - | -- | - | - | - | -- | ----- | ---- |
| 2012 | Moto2  | Kalex | 4 | 28 | 24 | 10 | 4 | 13 | 4 | 12 | Rit | NE | 11 | 10 | 5 | 11 | 3 | 9 | 7 | 10 | 117   | 7º   |

| 2013 | Classe | Moto  |   |   |   |    |    |   |   |    |    |   |   |   |   |   |   |   |    |   | Punti | Pos. |
| ---- | ------ | ----- | - | - | - | -- | -- | - | - | -- | -- | - | - | - | - | - | - | - | -- | - | ----- | ---- |
| 2013 | Moto2  | Kalex | 9 | 2 | 1 | 22 | 13 | 2 | 5 | 13 | NE | 1 | 7 | 4 | 3 | 2 | 1 | 8 | NP | 5 | 216   | 3º   |

| 2014 | Classe | Moto  |   |   |   |   |   |   |   |   |   |   |   |   |   |   |   |   |   |   | Punti | Pos. |
| ---- | ------ | ----- | - | - | - | - | - | - | - | - | - | - | - | - | - | - | - | - | - | - | ----- | ---- |
| 2014 | Moto2  | Kalex | 1 | 2 | 1 | 4 | 3 | 1 | 1 | 8 | 4 | 4 | 1 | 1 | 1 | 2 | 3 | 3 | 3 | 2 | 346   | 1º   |

| 2015 | Classe | Moto  |     |   |    |   |   |   |   |   |     |   |   |   |   |   |    |     |     |   | Punti | Pos. |
| ---- | ------ | ----- | --- | - | -- | - | - | - | - | - | --- | - | - | - | - | - | -- | --- | --- | - | ----- | ---- |
| 2015 | Moto2  | Kalex | Rit | 4 | 12 | 3 | 2 | 1 | 3 | 2 | Rit | 5 | 2 | 3 | 2 | 1 | NP | Inf | Inf | 1 | 231   | 3º   |

| Legenda | 1º posto        | 2º posto            | 3º posto            | A punti      | Senza punti        | Grassetto – Pole position Corsivo – Giro più veloce |
| Legenda | Gara non valida | Non qual./Non part. | Ritirato/Non class. | Squalificato | '-' Dato non disp. | Grassetto – Pole position Corsivo – Giro più veloce |

#### MotoGP
| 2016 | Classe | Moto  |    |   |    |    |     |    |    |    |    |    |    |    |    |     |    |    |    |    |  | Punti | Pos. |
| ---- | ------ | ----- | -- | - | -- | -- | --- | -- | -- | -- | -- | -- | -- | -- | -- | --- | -- | -- | -- | -- |  | ----- | ---- |
| 2016 | MotoGP | Honda | 15 | 9 | 13 | 18 | Rit | NP | 14 | 11 | 16 | 14 | 10 | 15 | 17 | Rit | 14 | 16 | 18 | 17 |  | 29    | 21º  |

| 2017 | Classe | Moto  |    |    |    |     |    |    |    |    |    |    |    |    |     |    |    |    |    |    |  | Punti | Pos. |
| ---- | ------ | ----- | -- | -- | -- | --- | -- | -- | -- | -- | -- | -- | -- | -- | --- | -- | -- | -- | -- | -- |  | ----- | ---- |
| 2017 | MotoGP | Honda | 15 | 12 | 13 | Rit | 11 | 11 | 15 | 12 | 18 | 17 | 19 | 12 | Rit | 15 | 15 | 16 | 18 | 10 |  | 35    | 19º  |

| 2018 | Classe | Moto   |    |   |   |    |     |    |     |    |    |     |    |    |     |     |     |     |     |     |     | Punti | Pos. |
| ---- | ------ | ------ | -- | - | - | -- | --- | -- | --- | -- | -- | --- | -- | -- | --- | --- | --- | --- | --- | --- | --- | ----- | ---- |
| 2018 | MotoGP | Ducati | 11 | 7 | 8 | 14 | Rit | 13 | Rit | 16 | 13 | Rit | 11 | AN | Inf | Inf | Inf | Inf | Inf | Inf | Inf | 35    | 19º  |

| 2019 | Classe | Moto   |    |     |    |    |     |     |   |    |    |    |     |    |    |    |    |    |     |     |    | Punti | Pos. |
| ---- | ------ | ------ | -- | --- | -- | -- | --- | --- | - | -- | -- | -- | --- | -- | -- | -- | -- | -- | --- | --- | -- | ----- | ---- |
| 2019 | MotoGP | Ducati | 19 | Rit | 15 | 15 | Rit | Rit | 9 | 16 | 11 | 16 | Rit | 16 | 13 | 15 | 17 | NP | Rit | Inf | 11 | 23    | 20º  |

| 2020 | Classe | Moto   |    |    |    |    |    |    |     |     |    |     |    |    |     |    |    |  |  |  |  | Punti | Pos. |
| ---- | ------ | ------ | -- | -- | -- | -- | -- | -- | --- | --- | -- | --- | -- | -- | --- | -- | -- |  |  |  |  | ----- | ---- |
| 2020 | MotoGP | Ducati | NE | 14 | 11 | 16 | 16 | 21 | Rit | Rit | 15 | Rit | 20 | 14 | Rit | 17 | 18 |  |  |  |  | 10    | 22º  |

| 2021 | Classe | Moto   |  |  |  |    |    |  |  |  |  |  |  |  |  |  |  |  |  |  |  | Punti | Pos. |
| ---- | ------ | ------ |  |  |  | -- | -- |  |  |  |  |  |  |  |  |  |  |  |  |  |  | ----- | ---- |
| 2021 | MotoGP | Ducati |  |  |  | 18 | 15 |  |  |  |  |  |  |  |  |  |  |  |  |  |  | 1     | 27º  |

| Legenda | 1º posto        | 2º posto            | 3º posto            | A punti      | Senza punti        | Grassetto – Pole position Corsivo – Giro più veloce |
| Legenda | Gara non valida | Non qual./Non part. | Ritirato/Non class. | Squalificato | '-' Dato non disp. | Grassetto – Pole position Corsivo – Giro più veloce |

#### MotoE
| 2023 | Classe | Moto   |   |    |    |    |   |    |   |     |    |     |    |    |    |     |     |   | Punti | Pos. |
| ---- | ------ | ------ | - | -- | -- | -- | - | -- | - | --- | -- | --- | -- | -- | -- | --- | --- | - | ----- | ---- |
| 2023 | MotoE  | Ducati | 6 | 16 | 12 | 13 | 7 | 14 | 8 | Rit | 11 | Rit | 10 | 14 | SQ | Rit | Rit | 8 | 57    | 14º  |

| Legenda | 1º posto        | 2º posto            | 3º posto            | A punti      | Senza punti        | Grassetto – Pole position Corsivo – Giro più veloce |
| Legenda | Gara non valida | Non qual./Non part. | Ritirato/Non class. | Squalificato | '-' Dato non disp. | Grassetto – Pole position Corsivo – Giro più veloce |

### Campionato mondiale Superbike
| 2021 | Moto              |     |    |     |   |    |    |    |    |    |     |     |    |     |    |    |     |     |    |    |     |    |    |    |    |  |  |  |  |  |  |    |    |     |    |    |    |     |    |    |  |  |  | Punti | Pos. |
| ---- | ----------------- | --- | -- | --- | - | -- | -- | -- | -- | -- | --- | --- | -- | --- | -- | -- | --- | --- | -- | -- | --- | -- | -- | -- | -- |  |  |  |  |  |  | -- | -- | --- | -- | -- | -- | --- | -- | -- |  |  |  | ----- | ---- |
| 2021 | Ducati e Kawasaki | Rit | 14 | Rit | 9 | 12 | 10 | 15 | 14 | 14 | Rit | Rit | 14 | Rit | 11 | 11 | Rit | Rit | 13 | 12 | Rit | 11 | 14 | 15 | 15 |  |  |  |  |  |  | 13 | 14 | Rit | 11 | 12 | 12 | Rit | AN | 13 |  |  |  | 53    | 16º  |

| 2022 | Moto     |  |  |  |  |  |  |  |  |  |    |    |    |  |  |  |  |  |  |  |  |  |  |  |  |  |  |  |  |  |  |  |  |  |  |  |  |  |  |  |  |  |  | Punti | Pos. |
| ---- | -------- |  |  |  |  |  |  |  |  |  | -- | -- | -- |  |  |  |  |  |  |  |  |  |  |  |  |  |  |  |  |  |  |  |  |  |  |  |  |  |  |  |  |  |  | ----- | ---- |
| 2022 | Kawasaki |  |  |  |  |  |  |  |  |  | 16 | 16 | 17 |  |  |  |  |  |  |  |  |  |  |  |  |  |  |  |  |  |  |  |  |  |  |  |  |  |  |  |  |  |  | 0     |      |

| 2023 | Moto     |  |  |  |  |  |  |  |  |  |  |  |  |    |    |     |    |    |     |    |    |     |    |    |    |        |        |        |     |    |    |    |    |    |    |    |    |  |  |  |  |  |  | Punti | Pos. |
| ---- | -------- |  |  |  |  |  |  |  |  |  |  |  |  | -- | -- | --- | -- | -- | --- | -- | -- | --- | -- | -- | -- | ------ | ------ | ------ | --- | -- | -- | -- | -- | -- | -- | -- | -- |  |  |  |  |  |  | ----- | ---- |
| 2023 | Kawasaki |  |  |  |  |  |  |  |  |  |  |  |  | 19 | 16 | Rit | 16 | 20 | Rit | 16 | 20 | Rit | 15 | 15 | 18 | [ 16 ] | [ 16 ] | [ 16 ] | Rit | 17 | 18 | 19 | 18 | 16 | 11 | 15 | 14 |  |  |  |  |  |  | 8     | 22º  |

| 2024 | Moto     |    |    |    |    |    |    |     |     |    |    |    |    |    |    |    |    |    |    |    |    |    |     |    |    |     |    |    |     |    |    |    |    |     |    |    |    |  |  |  |  |  |  | Punti | Pos. |
| ---- | -------- | -- | -- | -- | -- | -- | -- | --- | --- | -- | -- | -- | -- | -- | -- | -- | -- | -- | -- | -- | -- | -- | --- | -- | -- | --- | -- | -- | --- | -- | -- | -- | -- | --- | -- | -- | -- |  |  |  |  |  |  | ----- | ---- |
| 2024 | Kawasaki | 18 | 19 | 16 | 21 | 16 | 15 | Rit | Rit | 15 | 19 | 15 | 14 | 17 | 18 | 19 | 17 | 15 | 14 | 14 | 16 | 17 | Rit | 17 | 14 | Rit | 10 | 10 | Rit | 17 | 17 | 10 | 17 | Rit | 16 | 15 | NC |  |  |  |  |  |  | 22    | 20º  |

| 2025 | Moto           |     |    |    |    |    |     |    |     |    |     |    |     |    |    |     |  |  |  |     |    |    |    |     |    |  |  |  |  |  |  |  |  |  |  |  |  |  |  |  |  |  |  | Punti | Pos. |
| ---- | -------------- | --- | -- | -- | -- | -- | --- | -- | --- | -- | --- | -- | --- | -- | -- | --- |  |  |  | --- | -- | -- | -- | --- | -- |  |  |  |  |  |  |  |  |  |  |  |  |  |  |  |  |  |  | ----- | ---- |
| 2025 | Yamaha e Honda | Rit | 16 | 17 | 15 | 18 | Rit | 14 | Rit | 20 | Rit | 20 | Rit | 17 | 20 | Rit |  |  |  | Rit | 19 | 19 | 17 | Rit | 15 |  |  |  |  |  |  |  |  |  |  |  |  |  |  |  |  |  |  | 4     |      |

| Legenda | 1º posto        | 2º posto            | 3º posto           | A punti      | Senza punti        | Grassetto – Pole position Corsivo – Giro più veloce |
| Legenda | Gara non valida | Non qual./Non part. | Ritirato/Non class | Squalificato | '-' Dato non disp. | Grassetto – Pole position Corsivo – Giro più veloce |